# Carl-Erik Asplund
Pour les articles homonymes, voir Asplund.
Carl-Erik Asplund, né le 14 septembre 1923 à Föllinge (Jämtland) et mort le 8 janvier 2024, est un patineur de vitesse suédois spécialiste des longues distances.
Il remporte une médaille olympique de bronze en 1952.

## Carrière sportive
Jeune compétiteur international depuis peu, Carl-Erik Asplund atteint le sommet de sa carrière aux Jeux olympiques d'hiver 1952, où il remporte une médaille de bronze dans le 10 000 m et arrive quatrième au 1500 m. Plutôt spécialisé dans les grandes distances, Asplund décroche des médailles dans les 5 000 et 10 000 m aux Championnats d'Europe et du monde, mais n'a jamais remporté de médailles au classement général. Son meilleur résultat est la quatrième place, aux Championnats d'Europe de 1951, et il est 6e aux Championnats du monde cette année-là.

Carl-Erik Asplund brille plus dans les championnats suédois, où il remporte neuf titres :
- 1 500 m (1951-1953),
- 3 000 m (1951-1952),
- 5 000 m (1951-1952),
- 10 000 m (1951, 1953).
- En 1953, Asplund a remporté le championnat nordique abandonné, après avoir terminé deuxième en 1951.

Records :
- 500 m - 45,1 (1954)
- 1 500 m - 2:20.9 (1951)
- 5 000 m - 8:21.8 (1951)
- 10 000 m - 17:16.6 (1952).

## Palmarès olympique
- Jeux olympiques[3]
  -  Médaille de bronze sur 10 000 m aux Jeux olympiques d'hiver de 1952 à Oslo
  - 4e sur 1 500 m aux Jeux olympiques d'hiver de 1952 à Oslo
  - 6e sur 5 000 m aux Jeux olympiques d'hiver de 1952 à Oslo